# Wellesley Island State Park
Wellesley Island State Park ist ein State Park auf Wellesley Island im Sankt-Lorenz-Strom im Gemeindegebiet von Orleans im Jefferson County, New York. Der Park bedeckt eine Fläche von 2636 Acre (10,67 km²) und unterteilt sich in verschiedene Areale, die auf der Insel verstreut sind. Er verfügt auch über den größten Camping-Komplex in der Thousand-Islands-Region, inklusive Wilderness Campsites am Ufer des St. Lawrence, die nur zu Fuß oder per Boot erreichbar sind. Der Park ist ganzjährig geöffnet.

## Geographie
Der Park erstreckt sich über die nordwestlichen Ufer und Teile von Wellesley Island, welches durch eine Bucht des St. Lawrence und die Hügelketten stark in eine nördliche und eine südliche Hälfte gegliedert wird. Die Interstate 81 durchschneidet den Park teilweise an seiner östlichen Seite, kurz vor ihrem eigenen Endpunkt an der kanadischen Grenze. Der Park selbst grenzt im Norden zum großen Teil an kanadisches Staatsgebiet (Stave Island, Rich Island, Rowley Island, Downie Island, Spilsbury Island, O'Conor Island, Sir William Island, Myers Island, Bingham Island, Butts Island, Hill Island). Im Süden grenzt er an die Siedlung Thousand Island Park mit der Thousand Island Marina. In der Verlängerung von Wellesley Island erstrecken sich die Inseln Murray Isle, Hub Island und Grenell nach Südwesten.
Die höchsten Erhebungen im Park steigen bis auf ca. 106 m über dem Meer an. Die Ufer am St. Lawrence liegen bei einer Höhe von ca. 76 m. Einen großen Uferabschnitt bildet die Eel Bay und parallel zur Ausrichtung der Insel verlaufen die Erhebungen von Südwesten nach Nordosten und bilden mitten im Park ein kleines Tal, in dessen Niederungen Feuchtgebiete auf der Höhe des St. Lawrence-Stromes liegen.
Auf Wellesley Island befinden sich noch die älteren Stateparks Dewolf Point State Park (direkt im Anschluss, nordöstlich des Parks) und Mary Island State Park am nördlichsten Punkt der Insel, an der Nordostspitze des südlichen Inselarmes.

## Geschichte
Die Thousand Island State Park Commission begann 1951 Farmland auf Wellesley Island zu erwerben und eröffnete den Wellesley Island State Park 1954. Schon vorher bestanden Dewolf Point State Park und Waterson Point State Park (beide von 1898, als Teil der St. Lawrence Reservation).
2004 kürte Reserve America den Wellesley Island State Park zu einem der 100 besten Campgrounds in Amerika.

## Freizeitmöglichkeiten
Der Park bietet Möglichkeiten zum Schwimmen, Wandern, Jagen und Angeln, Cross-Country-Skilaufen, Radfahren und es gibt auch Erholungsprogramme und einen Nature Trail. Außerdem gehört auch das Minna Anthony Common Nature Center (MAC), ein Yachthafen und drei Bootsrampen, ein 9-Loch-Golfplatz (Wellesley Island State Park Golf Course), Hütten, Duschen, Picknickplätze, ein Spielplatz und ein Kiosk zum Park. Mehrere Wanderwege bieten Aussichten auf Eel Bay. Bogenschießen und Vorderladerschießen sind in bestimmten Gebieten erlaubt.